# NGC 6260
NGC 6260 је спирална галаксија у сазвежђу Змај која се налази на NGC листи објеката дубоког неба.
Деклинација објекта је + 63° 42' 53" а ректасцензија 16h 51m 50,3s. Привидна величина (магнитуда) објекта NGC 6260 износи 14,1 а фотографска магнитуда 14,8. NGC 6260 је још познат и под ознакама MCG 11-20-29, CGCG 320-46, KAZ 434, PGC 59142.